# Memorial nacional de El Chamizal
El Memorial Nacional de El Chamizal se encuentra en El Paso, Texas, a lo largo de la frontera internacional entre Estados Unidos y México. Conmemora la solución pacífica a la disputa limítrofe de El Chamizal.

## El parque
El parque memorial sirve principalmente como un centro cultural y contiene variadas galerías de arte, un teatro y un anfiteatro. Un museo que detalla la historia de la frontera Estados Unidos y México, se encuentra dentro del centro de visitantes. El parque conmemora la solución pacífica de la controversia de El Chamizal, una disputa fronteriza de más de 100 años entre Estados Unidos y México, resultado de la evolución natural del curso del río Grande entre las ciudades de El Paso y Ciudad Juárez, Chihuahua. Este monumento nacional fue establecido en una parte de las tierras en disputa que se asignó a los Estados Unidos de acuerdo con la Convención de El Chamizal de 1963. El Parque Público Federal El Chamizal fue creado en la parte ahora mexicana de la zona.

## Administración
El Monumento Nacional fue autorizado el 30 de junio de 1966. Se estableció como una unidad del Servicio de Parques Nacionales el 4 de febrero de 1974 y fue listado administrativamente en el Registro Nacional de Lugares Históricos el mismo día.